# فيليكس كورتيس
فيليكس كورتيس (بالإسبانية: Félix Cortés)‏ (15 مارس 1991 في تشيلي - ) هو لاعب كرة قدم تشيلي في مركز الدفاع. لعب مع ديبورتيس نافال واتحاد سان فيليبي ‏ ولاسيرينا.

## وصلات خارجية
- فيليكس كورتيس على موقع قاعدة بيانات كرة القدم.إي يو (الإنجليزية)
- فيليكس كورتيس على موقع Soccerway.com (الإنجليزية)